# Graham Ryder
Graham Ryder (28 de enero de 1949 - 5 de enero de 2002) fue un geólogo y científico lunar británico.

## Semblanza
Ryder se formó en la Universidad de Gales, Swansea, donde se graduó en 1970. Posteriormente se doctoró en geología por la Universidad Estatal de Míchigan en 1974. Desarrolló su trabajo postdoctoral en el Observatorio Astrofísico Smithsoniano.
Trabajó en el Centro Espacial Lyndon B. Johnson de la NASA como conservador de las colecciones lunares para la Northrup Inc. De 1978 a 1982 colaboró en la organización de los catálogos y las guías las muestras lunares de la misión Apolo. Desde 1983 pasó a formar parte del personal en el Instituto Lunar y Planetario en Houston, Texas. Gran parte de su trabajo se dedicó a la geología de la superficie lunar, incluyendo la historia del vulcanismo en los ymares lunares, la petrología de las rocas lunares incluyendo rocas de las zonas altas y brechas, y la cronología de los impactos lunares. Defendió la "Teoría del Bombardeo Cataclísmico de hace 3.8 miles de millones de años" ("3.8 Ga Cataclysmic Bombardment") que defiende la existencia de un periodo repentino de impactos masivos sobre la Luna y los planetas interiores.
Murió a consecuencia de las complicaciones causadas por un cáncer de esófago;  siendo sobrevivido por sus padres, hermanos, y una hija.

## Reconocimientos
- Ryder recibió póstumamente la Medalla Barringer en el año 2003, concedida por la Meteoritical Society por su trabajo en ciencia planetaria
- El Premio Paul Pellas-Graham Ryder de la Meteoritical Society, conmemora a Ryder y al especialista en meteoritos Paul Pella.[2]
- El Fondo Conmemorativo Graham Ryder de la Universidad Estatal de Míchigan también está nombrado en su memoria.
- El cráter lunar Ryder lleva este nombre en su memoria.[3]
- El asteroide (5479) Grahamryder también conmemora su nombre.[4]